# Bétheny
Bétheny est une commune française, située dans le département de la Marne en région Grand Est.
Ses habitants sont appelés les Béthenyats.

C’est sur le terrain d'aviation de Bétheny (future Base aérienne 112 Reims-Champagne) qu’a eu lieu en août 1909 le premier meeting aérien international qui a rassemblé les plus grands aviateurs de l’époque (Roger Sommer, Henri Farman, Louis Blériot)…

## Géographie

### Description

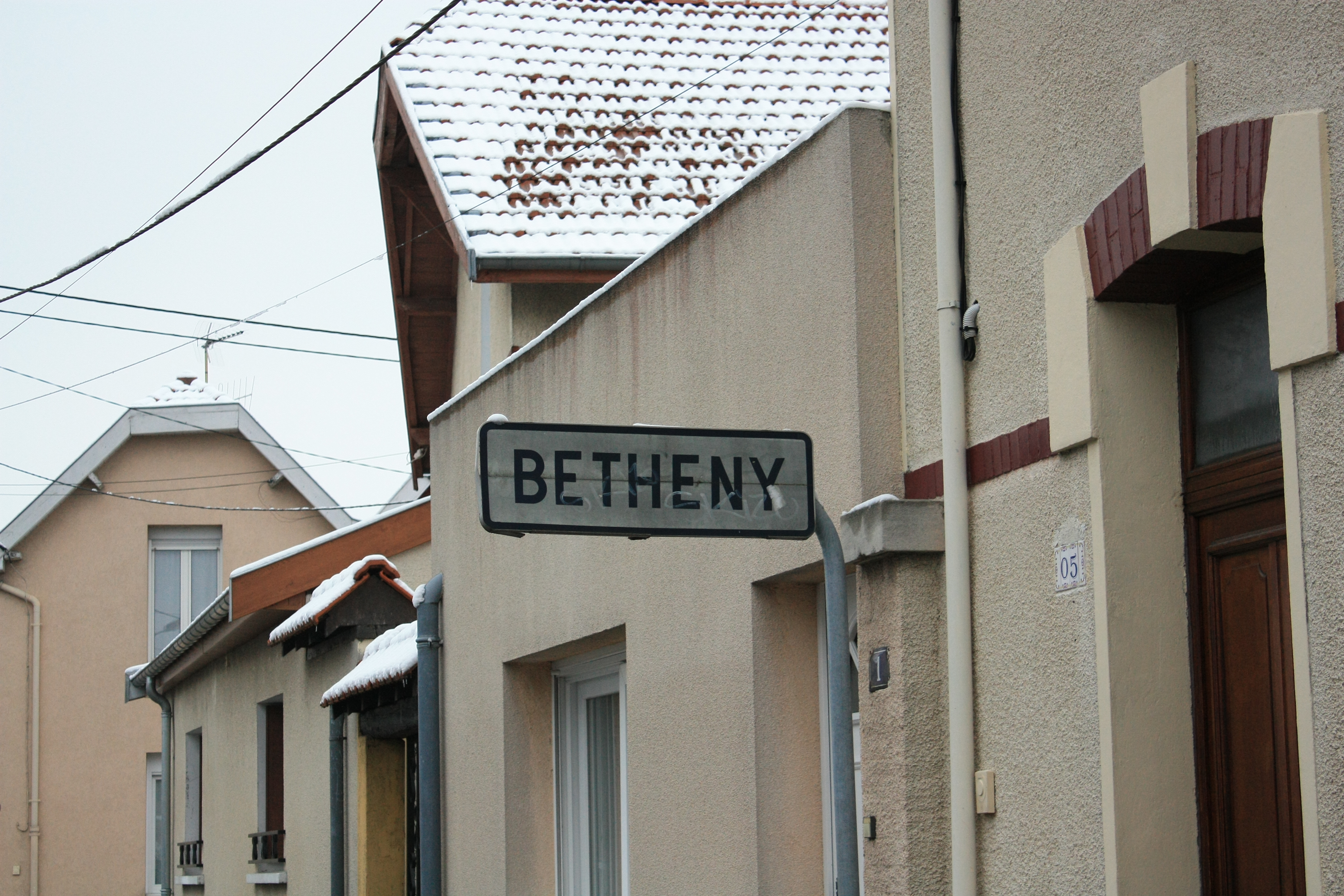
Limite communale entre Reims et Petit-Bétheny.

Bétheny est située juste au nord de Reims. Elle est composée de Petit-Bétheny et Grand-Bétheny. Le 1er est le prolongement de Reims, au sud du boulevard des Tondeurs ; l'autre partie du territoire, plus vaste, est située au nord du boulevard. Le vieux bourg se situe dans cette partie.

### Communes limitrophes
| Courcy | Brimont, Bourgogne | Fresne-lès-Reims        |
|        | Bétheny            | Witry-lès-Reims, Caurel |
| Reims  |                    | Cernay-lès-Reims        |

### Quartiers

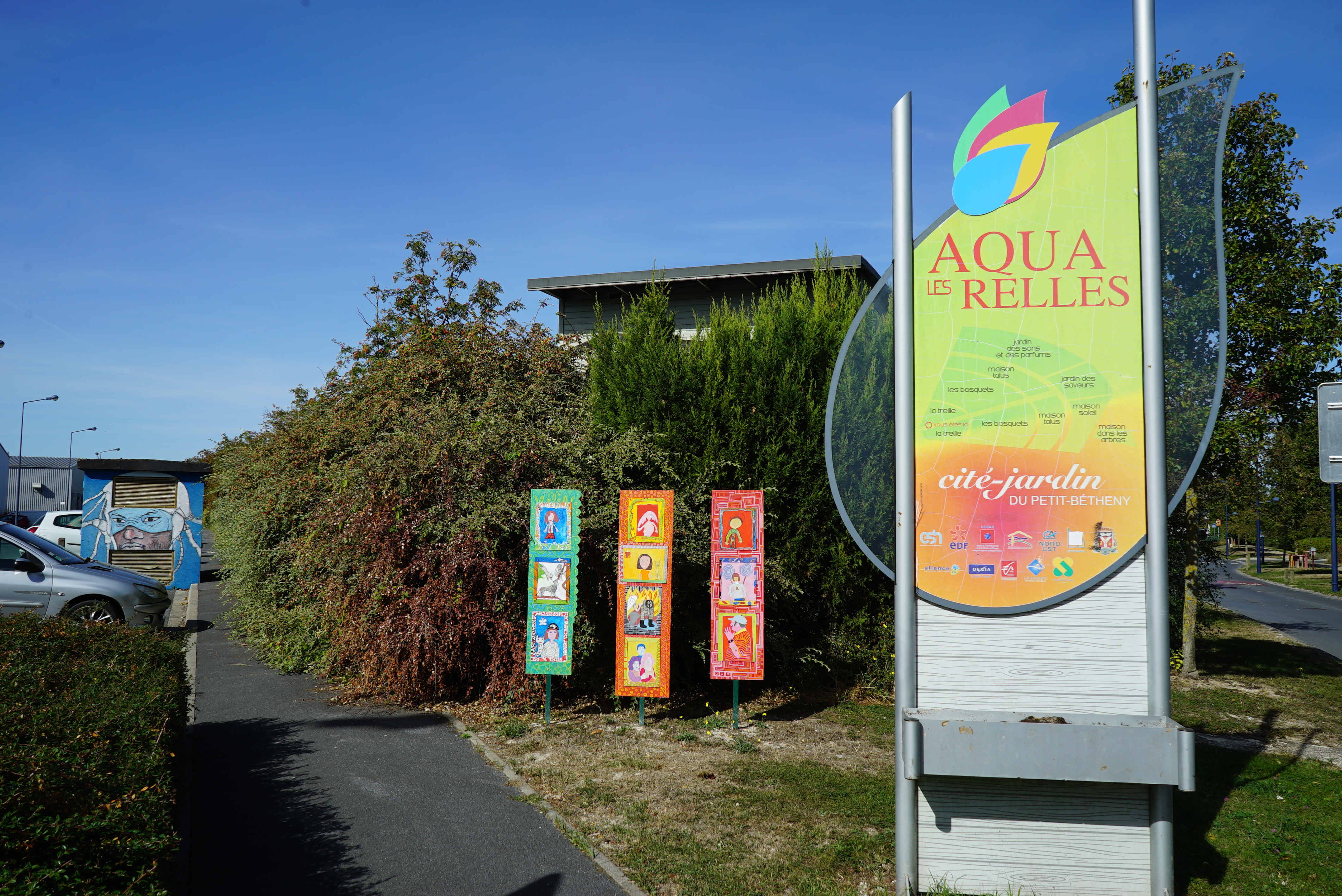
Les Aquarelles.

Une grande partie de Bétheny s'est développée sous la forme de lotissements. La cité-jardin du Petit-Bétheny,
Les Aquarelles, dont le bailleur social est le Foyer Rémois, marque un tournant dans l'aménagement du territoire. Qualifié d'écoquartier par les élus, ce projet a été distingué lors du prix des écomaires en 2008. Une PassivHaus (maison passive) de 13 logements, nommée La Clairière est construite à l'entrée du quartier. Ce bâtiment est destiné à être certifié BBC Effinergie et Passivhaus.
Un autre quartier est celui de la Couturelle. Il est composé d'immeubles semi-collectifs équipés de panneaux solaires et de maisons individuelles en lot libre.
Deux autres quartiers ont vu le jour depuis 2015, le domaine d'Henri, près du complexe sportif Claudius-Caillot, et les Ecavés, en bordure des champs, à proximité de l'ancienne base aérienne 112. Ce dernier quartier est composé de pavillons et maisons individuels, ainsi qu'un centre spécialisé "Les papillons blancs", et une résidence pavillonnaire pour personnes âgées.
Ce quartier fait face au Centre de vie Raymond-Kopa, qui héberge le centre de formation et d'entraînement du Stade de Reims.

### Transports
La ville est desservie par le réseau de transports en commun de l'agglomération Grand Reims Mobilités grâce aux lignes suivantes :
- la ligne  bus    8  (TINQUEUX Champ Paveau ↔ BÉTHENY La Couturelle) ;
- la ligne  bus 22 (La Neuvillette Mairie ↔ Centre commercial Cernay).

La ville est connectée à la gare SNCF et au centre-ville de Reims, à la zone commerciale Actipôle Neuvillette et à la zone commerciale de Saint-Brice-Courcelles.

## Toponymie
Le nom de la localité est attesté sous les formes Beteneium (commencement du XIe siècle) ; Betheneium (1192) ; Betegnei juxta Remis (1220) ; Beteni (1248) ; Betteni (commencement du XIVe siècle) ; Betteny (1322) ; Betegni (1324) ; Bethigny, Becteny, Beterni (1328) ; Betigni (1345) ; Betheni (1384) ; Bethegni (fin du xive siècle) ; Bectheny (1475) ; Betheny-lez-Reims (1512) ; Bethenys (1556) ; Bethni (1728) ; Bethny (1777).

## Histoire

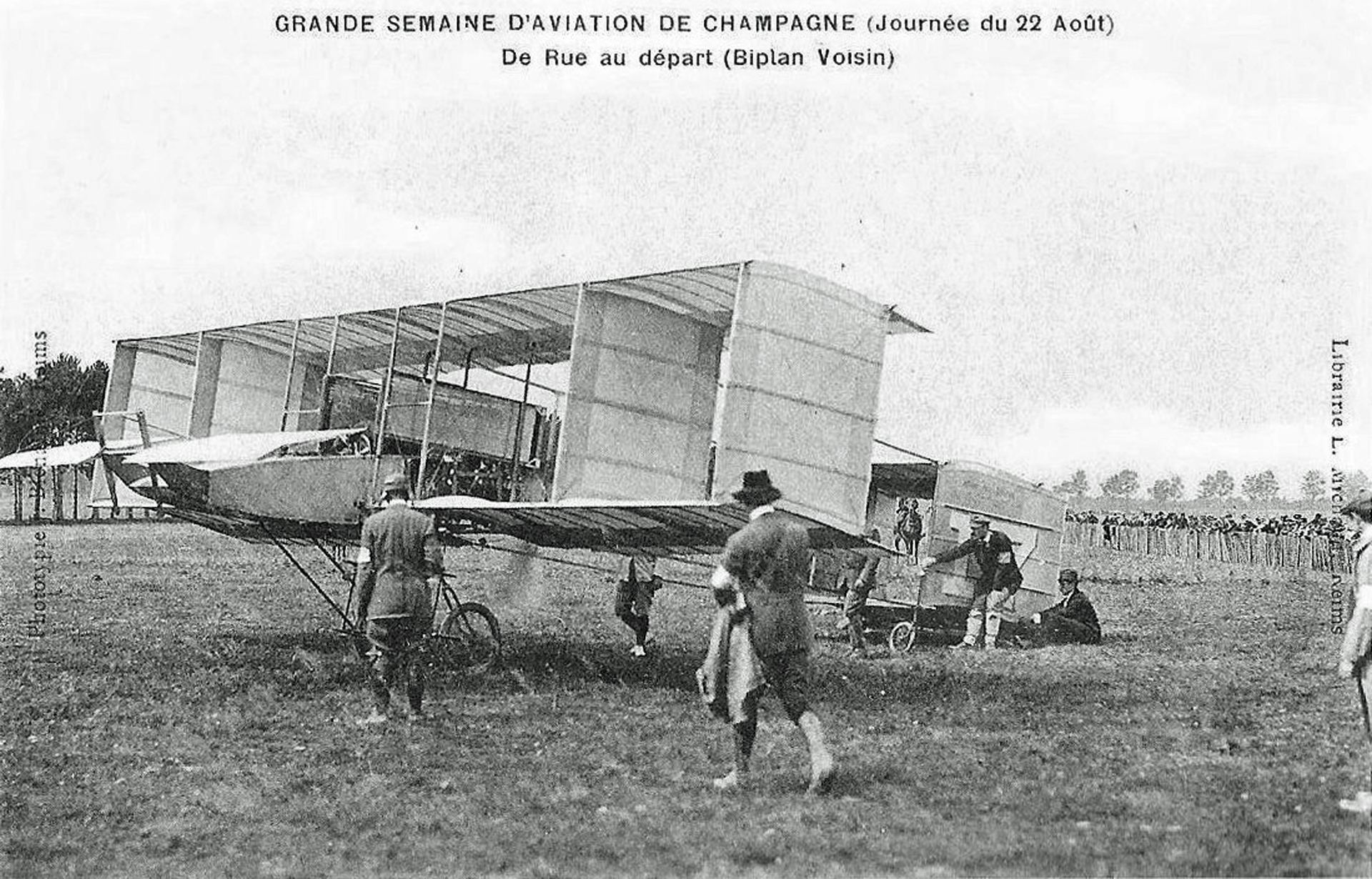
Une photographie de la Grande Semaine d'aviation de la Champagne de 1909.

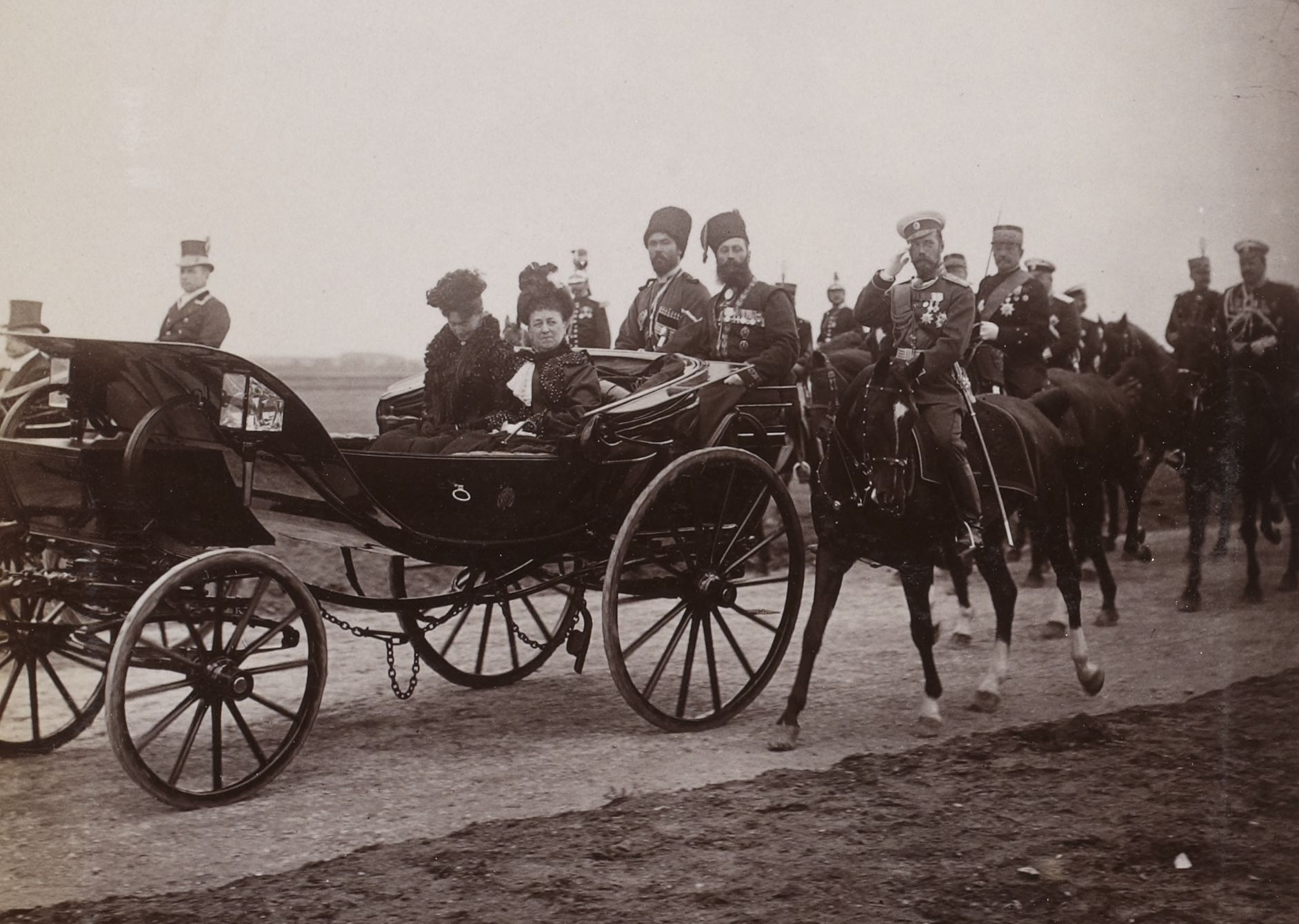
19 septembre 1901, revue de Bétheny, par le tsar Nicolas II et son épouse la tsarine Alexandra.

En 1870, une partie de la commune est détachée pour former la nouvelle commune de La Neuvillette, qui a depuis été  rattachée à Reims.
Le 21 septembre 1901, ont lieu en présence de Nicolas II et du président de la République Émile Loubet des manœuvres dans le cadre de l'alliance franco-russe, impliquant la participation de 120 000 soldats, sous le commandement du général Brugère.
Du 22 au 29 août 1909 se déroula à Bétheny la « Grande Semaine d'aviation de la Champagne », premier meeting international d'aviation de l'histoire de l'aviation auquel assistèrent un million de spectateurs. En juillet 1910 y fut organisée une seconde grande semaine d'aviation et, en 1913, la coupe Gordon Bennett d'aviation de vitesse que remporta le Rémois Maurice Prévost avec 203 kilomètres à l'heure sur avion Deperdussin. Le constructeur Aéroplanes Hanriot et Cie s'installe dans la commune.
À l'endroit où se déroulèrent ces trois meetings aériens internationaux a été construite la base aérienne 112 Reims-Champagne Commandant-Marin-la Meslée de Reims, entrée en service en octobre 1928 et fermée le 30 juin 2012.
Bétheny a été desservi de 1913 à 1947 par la ligne de chemin de fer secondaire Reims - Asfeld des chemins de fer de la Banlieue de Reims.

### Première Guerre mondiale

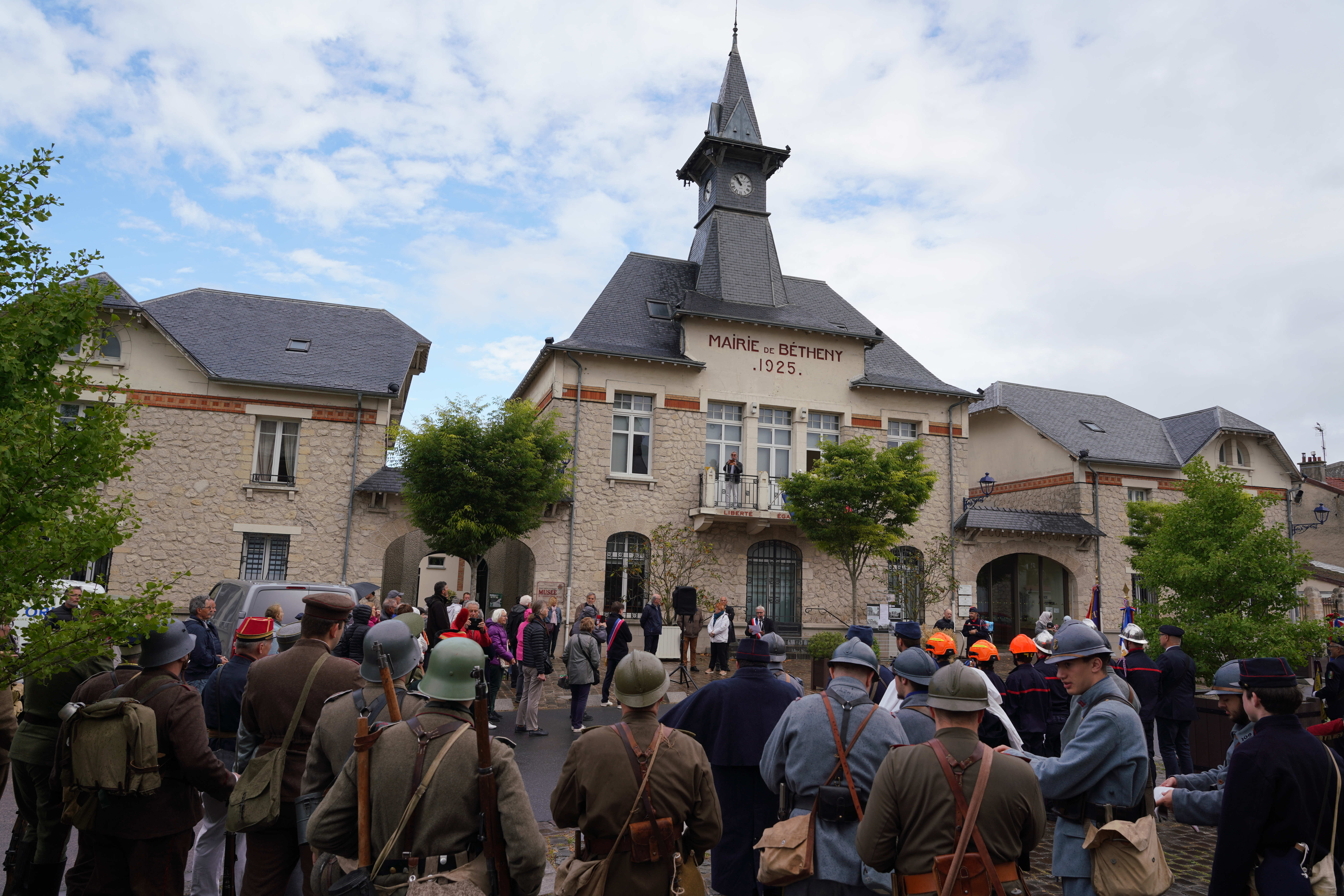
Le bâtiment de la Mairie lors du centenaire de sa reconstruction en 2025.

Le 1er septembre 1914, arrive le 19e BCP qui cantonne la nuit et repart le lendemain pour Fresnes.
Le village est considéré comme détruit à la fin de la guerre et a  été décoré de la Croix de guerre 1914-1918, le 23 septembre 1920.

## Politique et administration

### Tendances politiques et résultats
Lors des élections municipales de 2020 dans la Marne, avec une participation de seulement 40,71% (la plus faible jamais enregistrée à un scrutin municipal), la liste menée par Alain Wanschoor a été réélue dès le premier tour avec 66.87% des voix. il a été suivi par la liste menée par Julien Dupain et celle de Jean-François Ferrando (candidat pour la 4e fois) est arrivé en dernière position dans ce scrutin. Il a d'ailleurs démissionné quelques jours après les résultats.[réf. nécessaire]

### Enseignement
. Le groupe scolaire Les Équinerolles.

### Liste des maires
| Période                                  | Période                    | Identité                         | Étiquette | Qualité |
| ---------------------------------------- | -------------------------- | -------------------------------- | --------- | --- |
| Les données manquantes sont à compléter. |                            |                                  |           | |
| 1829                                     | 1829                       | Sébastien Allart                 |           | |
| 1829                                     | 1831                       | Jean Louis Raoul Jobart          |           | |
| 1831                                     | 1835                       | Michel Alexandre Delorme         |           | |
| 1835                                     | 1840                       | Claude Lhotelain                 |           | |
| 1840                                     | 1843                       | Jean Guillaume Allart            |           | Ancien adjoint au maire |
| 1843                                     | 1855                       | Jean Nicolas Garnotel            |           | |
| 1855                                     | 1871                       | Antoine Simon Théodore Lhotelain |           | |
| 1871                                     | 1872                       | Jean Désiré Muiron               |           | |
| 1872                                     | 1874                       | Pierre Begny                     |           | |
| 1874                                     | 1876                       | Antoine Simon Théodore Lhotelain |           | |
| 1876                                     | 1882                       | Pierre Begny                     |           | |
| 1882                                     | 1888                       | Nicolas Anatole Gérard           |           | |
| 1888                                     | 1890                       | Auguste Sidonie Begny            |           | |
| 1890                                     | 1895                       | Sébastien Louis Picart           |           | |
| 1895                                     | 1896                       | Amand Navelot                    |           | |
| 1896                                     | 1900                       | Auguste Sidonie Begny            |           | |
| 1900                                     | 1929                       | Henri Lhotelain                  |           | Cultivateur Officier du Mérite agricole (1933)                                                                                            |
| Les données manquantes sont à compléter. |                            |                                  |           | |
| 1935                                     | 1944                       | Marcel Pointillart               |           | |
| Les données manquantes sont à compléter. |                            |                                  |           | |
| 1965                                     | 2000                       | Edmond Bechambes                 | RPR       | Professeur Conseiller général de Reims-4 (1982 → 1988)                                                                                    |
| 2000                                     | mars 2014                  | Jean-Louis Cavenne               | PS        | Retraité Vice-président de Reims métropole (2008 → 2014) Élu à la suite d'une élection municipale partielle, réélu en 2001 et 2008        |
| mars 2014                                | En cours (au 19 mars 2024) | Alain Wanschoor                  | PS        | Animateur puis photographe Premier adjoint au maire (2008 → 2014) Vice-président de Grand Reims (2014 → ) Réélu pour le mandat 2020-2026, |

### Hydrographie
La commune est dans la région hydrographique « la Seine du confluent de l'Oise (inclus) à l'embouchure » au sein du bassin Seine-Normandie. Elle n'est drainée par aucun cours d'eau,.

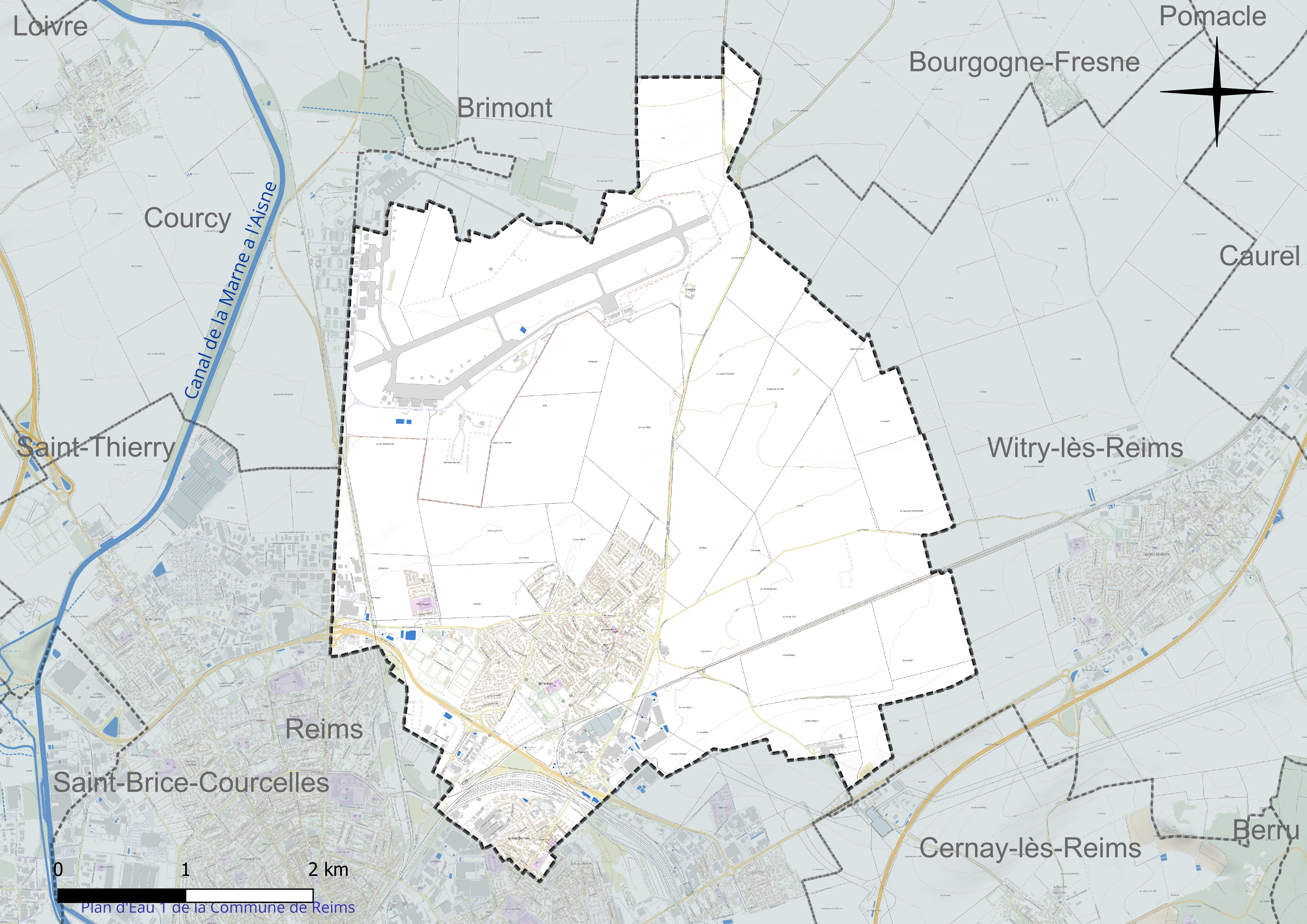
Réseau hydrographique de Bétheny.

### Climat
Pour des articles plus généraux, voir Climat du Grand Est et Climat de la Marne.
En 2010, le climat de la commune est de type climat océanique dégradé des plaines du Centre et du Nord, selon une étude du Centre national de la recherche scientifique s'appuyant sur une série de données couvrant la période 1971-2000. En 2020, Météo-France publie une typologie des climats de la France métropolitaine dans laquelle la commune est exposée à un climat océanique altéré et est dans la région climatique  Nord-est du bassin Parisien, caractérisée par un ensoleillement médiocre, une pluviométrie moyenne régulièrement répartie au cours de l’année et un hiver froid (3 °C). 
Pour la période 1971-2000, la température annuelle moyenne est de 10,4 °C, avec une amplitude thermique annuelle de 15,6 °C. Le cumul annuel moyen de précipitations est de 669 mm, avec 11,4 jours de précipitations en janvier et 8,4 jours en juillet. Pour la période 1991-2020, la température moyenne annuelle observée sur la station météorologique de Météo-France la plus proche, « Mailly-civc », sur la commune de Mailly-Champagne à 15 km à vol d'oiseau, est de 11,2 °C et le cumul annuel moyen de précipitations est de 755,5 mm. 
La température maximale relevée sur cette station est de 39,8 °C, atteinte le 25 juillet 2019 ; la température minimale est de −20 °C, atteinte le 16 janvier 1985,,. 
Les paramètres climatiques de la commune ont été estimés pour le milieu du siècle (2041-2070) selon différents scénarios d'émission de gaz à effet de serre à partir des nouvelles projections climatiques de référence DRIAS-2020. Ils sont consultables sur un site dédié publié par Météo-France en novembre 2022.

## Urbanisme

### Typologie
Au 1er janvier 2024, Bétheny est catégorisée grand centre urbain, selon la nouvelle grille communale de densité à sept niveaux définie par l'Insee en 2022.
Elle appartient à l'unité urbaine de Reims, une agglomération intra-départementale regroupant neuf  communes, dont elle est une commune de la banlieue,,. Par ailleurs la commune fait partie de l'aire d'attraction de Reims, dont elle est une commune du pôle principal,. Cette aire, qui regroupe 294 communes, est catégorisée dans les aires de 200 000 à moins de 700 000 habitants,.
Bétheny est une commune urbaine, car elle fait partie des communes denses ou de densité intermédiaire, au sens de la grille communale de densité de l'Insee,,,. 
Elle appartient à l'unité urbaine de Reims, une agglomération intra-départementale regroupant 9 communes et 215 426 habitants en 2017, dont elle est une commune de la banlieue,.
Par ailleurs la commune fait partie de l'aire d'attraction de Reims, dont elle est une commune du pôle principal. Cette aire, qui regroupe 295 communes, est catégorisée dans les aires de 200 000 à moins de 700 000 habitants,.
Un plan local d'urbanisme (PLU) a été validé en juillet 2009. À l'échelle intercommunale, un agenda 21 et une commission accessibilité sont en projet (agglomération de Reims).
Depuis la fermeture de la BA 112, Bétheny se caractérise par un développement très fort de sa population. Cette situation s'explique par la transformation progressive des terres agricoles en terrains à bâtir. Les bailleurs sociaux construisent l'essentiel des nouveaux logements de la commune, notamment pour accompagner la rénovation urbaine de Reims.
La ville accueille également un foyer logement pour personnes âgées, un foyer pour personnes handicapées, et prochainement un foyer pour jeunes en difficultés.
Un méthaniseur, traitant 23 000 tonnes de déchets chaque année, devrait voir le jour en 2023, sous l'impulsion du conseil départemental de la Marne et de l'association d'agriculteurs Terrasolis.

### Jumelages
La ville est jumelée avec Dannstadt-Schauernheim (Allemagne) depuis 2006[réf. souhaitée].

## Population et société

### Démographie
L'évolution du nombre d'habitants est connue à travers les recensements de la population effectués dans la commune depuis 1793. Pour les communes de moins de 10 000 habitants, une enquête de recensement portant sur toute la population est réalisée tous les cinq ans, les populations de référence des années intermédiaires étant quant à elles estimées par interpolation ou extrapolation. Pour la commune, le premier recensement exhaustif entrant dans le cadre du nouveau dispositif a été réalisé en 2007.

En 2022, la commune comptait 7 030 habitants, en évolution de +3,12 % par rapport à 2016 (Marne : −1,19 %, France hors Mayotte : +2,11 %).
| 1793 | 1800 | 1806 | 1821 | 1831 | 1836 | 1841 | 1846 | 1851 |
| ---- | ---- | ---- | ---- | ---- | ---- | ---- | ---- | ---- |
| 287  | 343  | 345  | 407  | 480  | 526  | 560  | 602  | 582  |

| 1856 | 1861 | 1866 | 1872 | 1876 | 1881 | 1886  | 1891  | 1896  |
| ---- | ---- | ---- | ---- | ---- | ---- | ----- | ----- | ----- |
| 629  | 628  | 594  | 586  | 680  | 930  | 1 009 | 1 108 | 1 137 |

| 1901  | 1906  | 1911  | 1921 | 1926  | 1931  | 1936  | 1946  | 1954  |
| ----- | ----- | ----- | ---- | ----- | ----- | ----- | ----- | ----- |
| 1 105 | 1 227 | 1 343 | 779  | 1 662 | 1 696 | 1 643 | 1 224 | 1 518 |

| 1962  | 1968  | 1975  | 1982  | 1990  | 1999  | 2006  | 2007  | 2012  |
| ----- | ----- | ----- | ----- | ----- | ----- | ----- | ----- | ----- |
| 2 482 | 2 747 | 4 651 | 5 635 | 6 487 | 5 943 | 6 276 | 6 322 | 6 471 |

| 2017  | 2022  | - | - | - | - | - | - | - |
| ----- | ----- | - | - | - | - | - | - | - |
| 6 971 | 7 030 | - | - | - | - | - | - | - |

### Principaux équipements

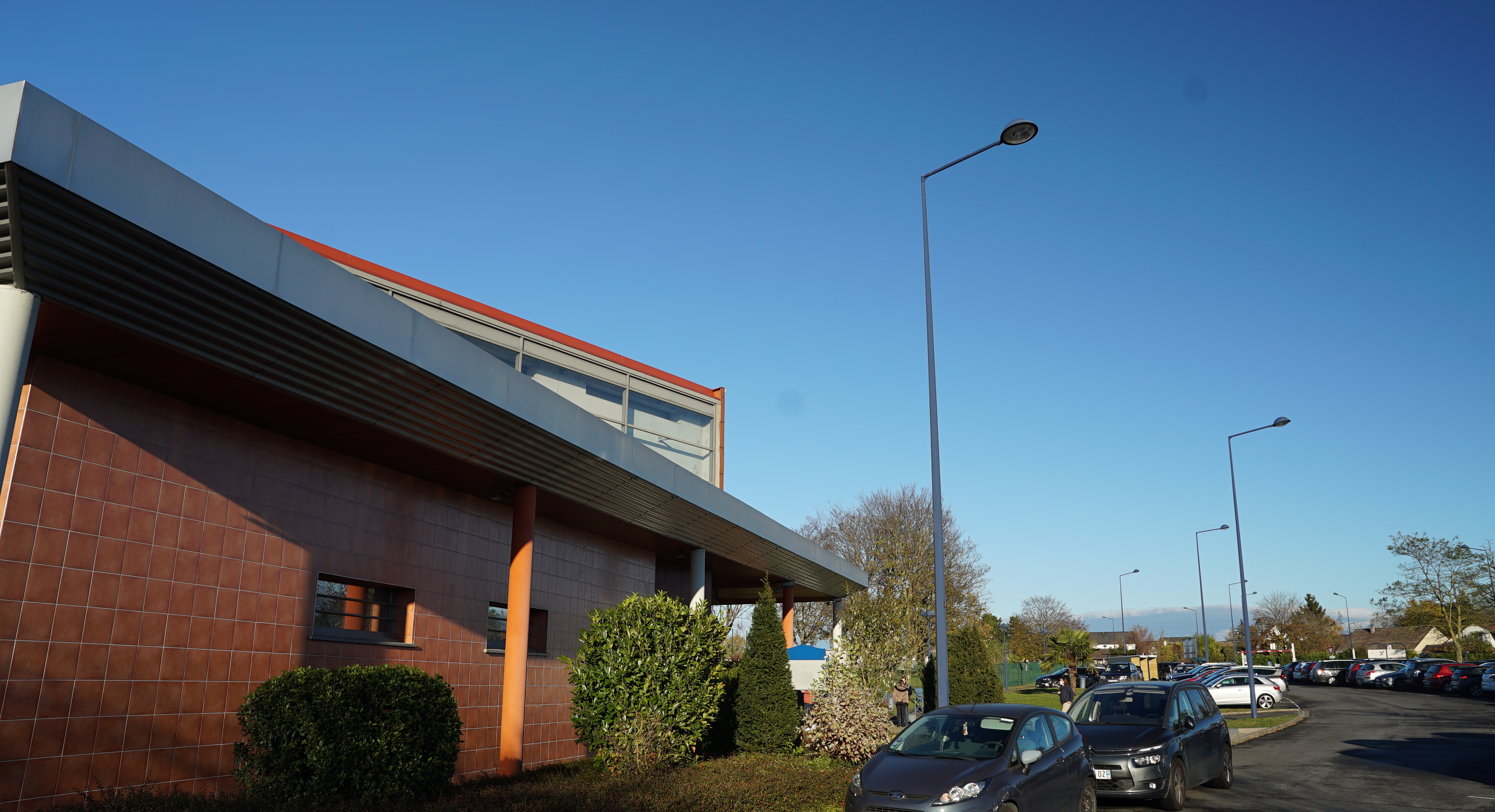
L'espace Thierry-Meng.

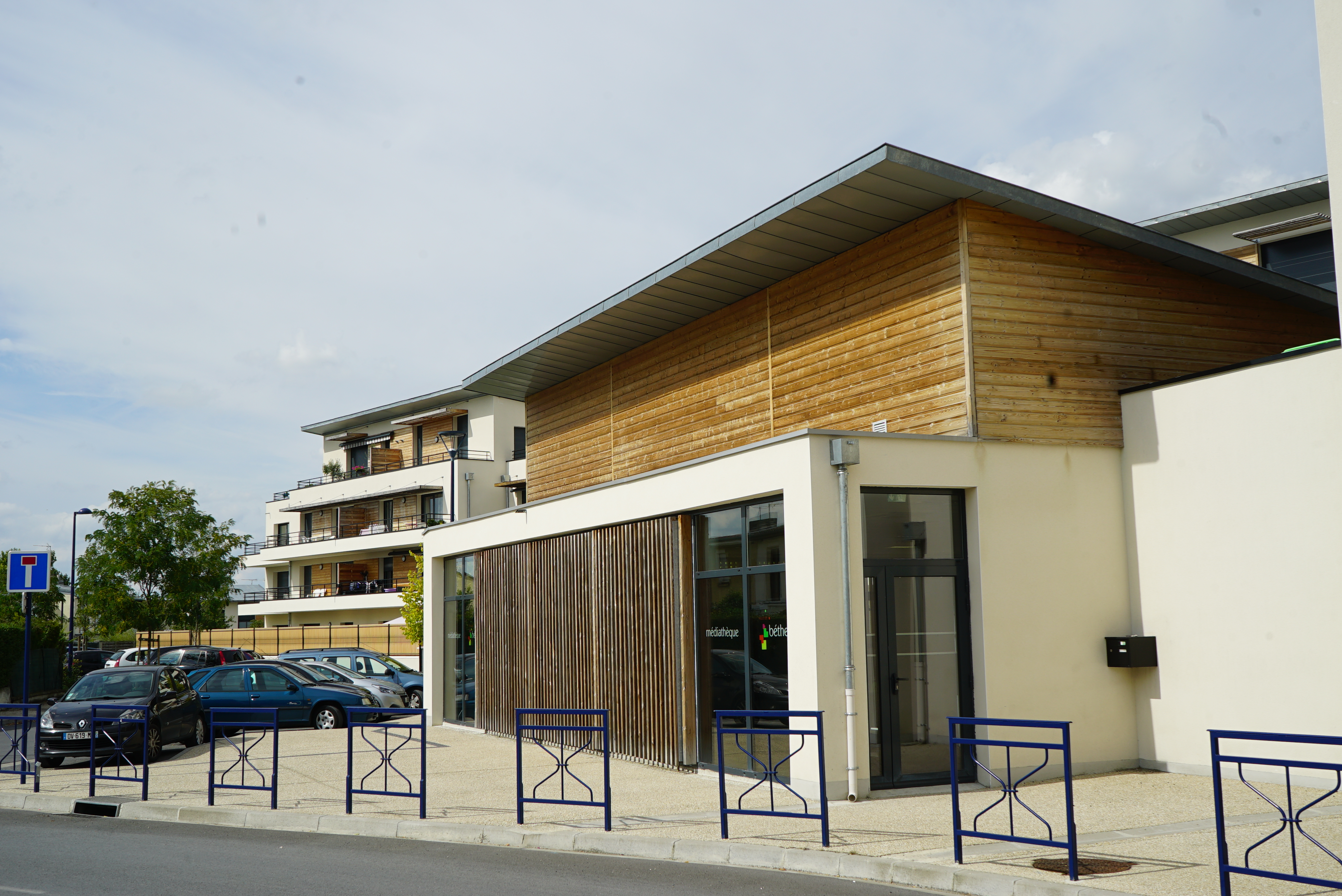
La médiathèque.

- Salle polyvalente (HQE) : l'espace Thierry-Meng peut accueillir des évènements culturels tel le festival pour enfants « Arts en pagaille » ou les concerts de l'Association "Les Concerts de poche".
- Équipement sportif.
- Les jardins familiaux occupent 16,2 ha pour un total de 462 parcelles[40].
- Césaré, centre de création musicale au Port sec.

## Économie
Les Docks rémois y construisirent leur usine de transformation et leur plateforme logistique ; quand aujourd'hui, le site est réhabilité et sert pour une multitude d'entreprises. Les bâtiments sont typiques de l'architecture en briques rouges.

## Culture locale  et patrimoine

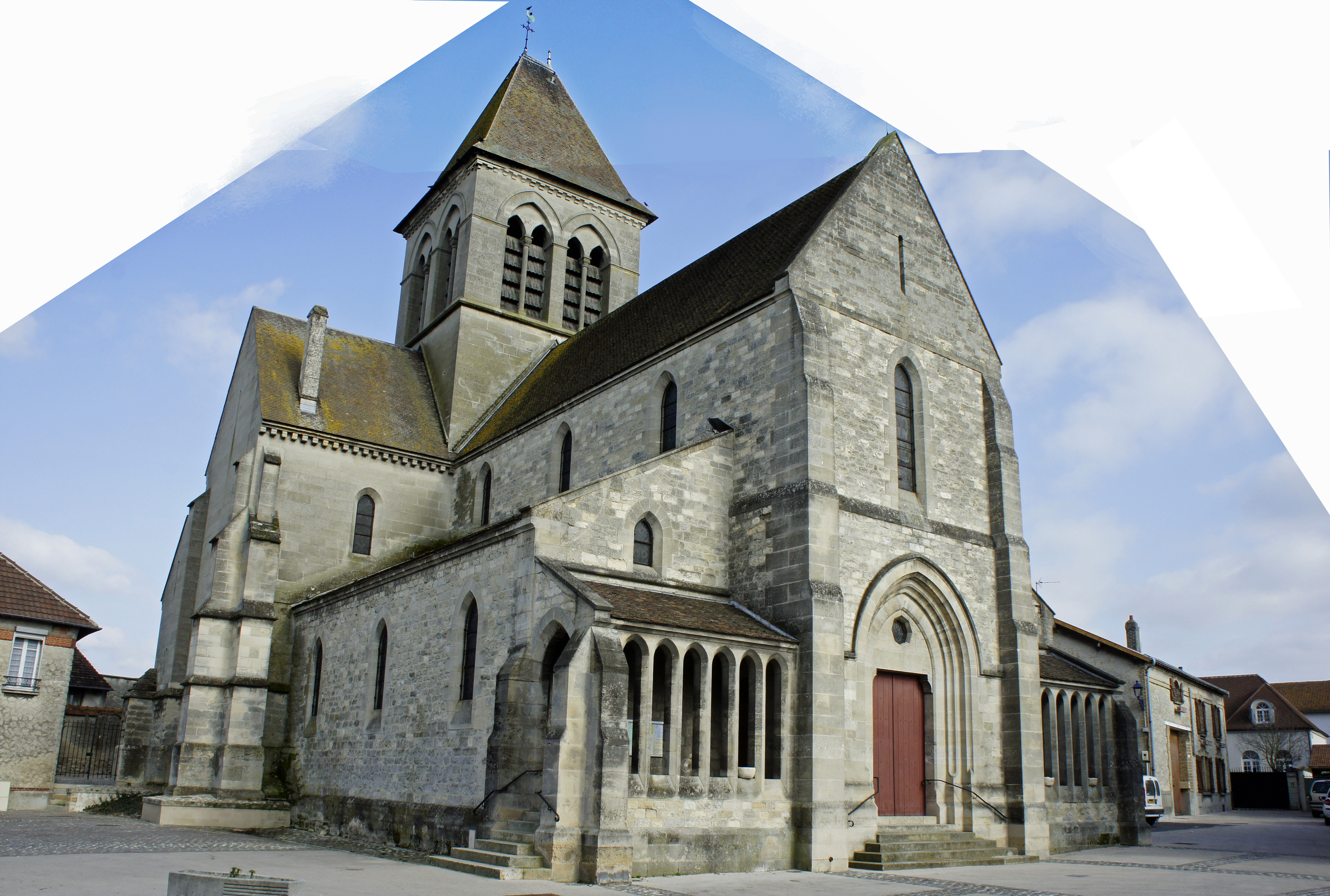
L'église Saint-Sébastien avec son porche charpenté.

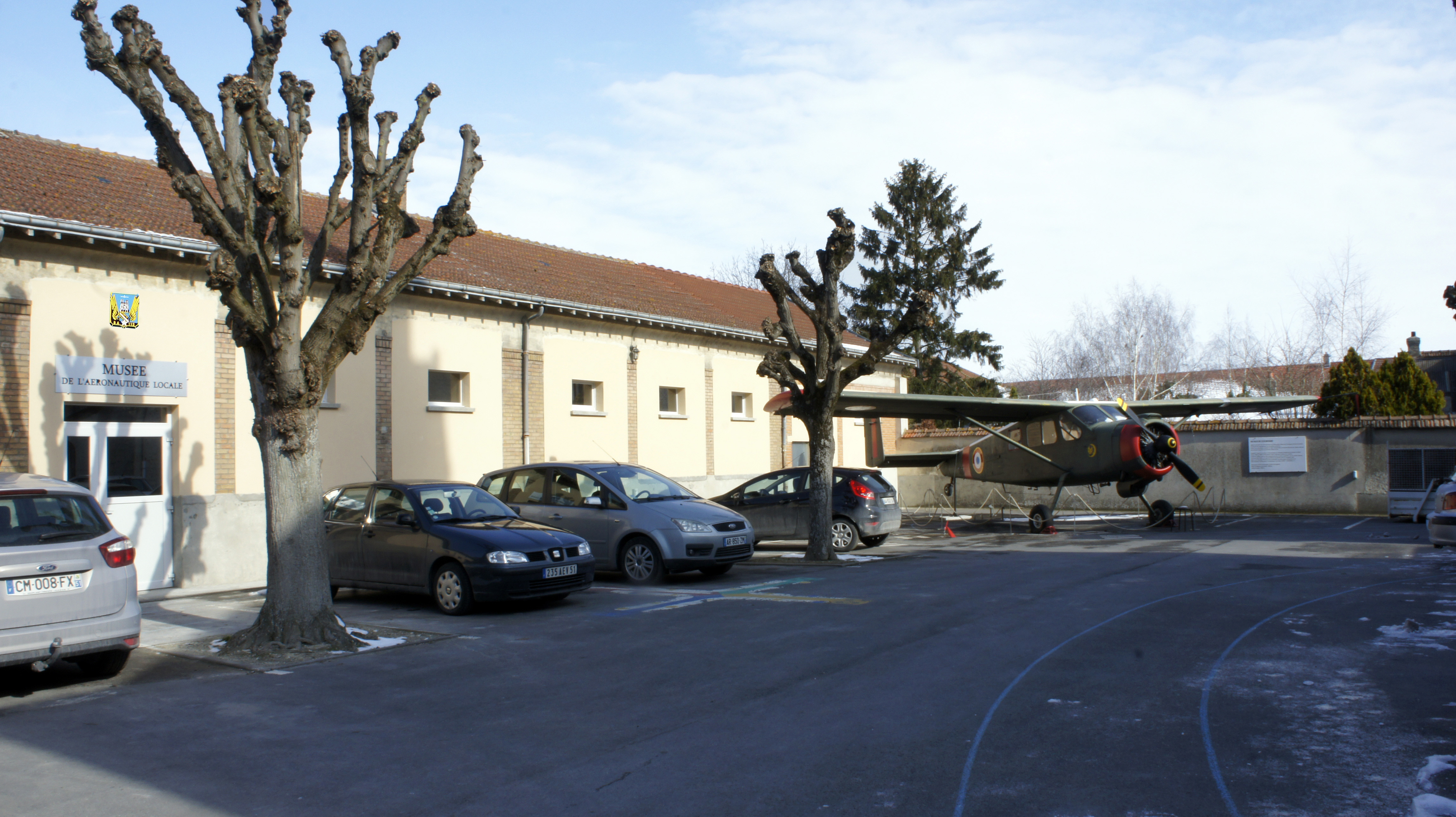
Musée de la Base aérienne 112 Reims-Champagne actuellement transféré derrière la mairie de Bétheny.

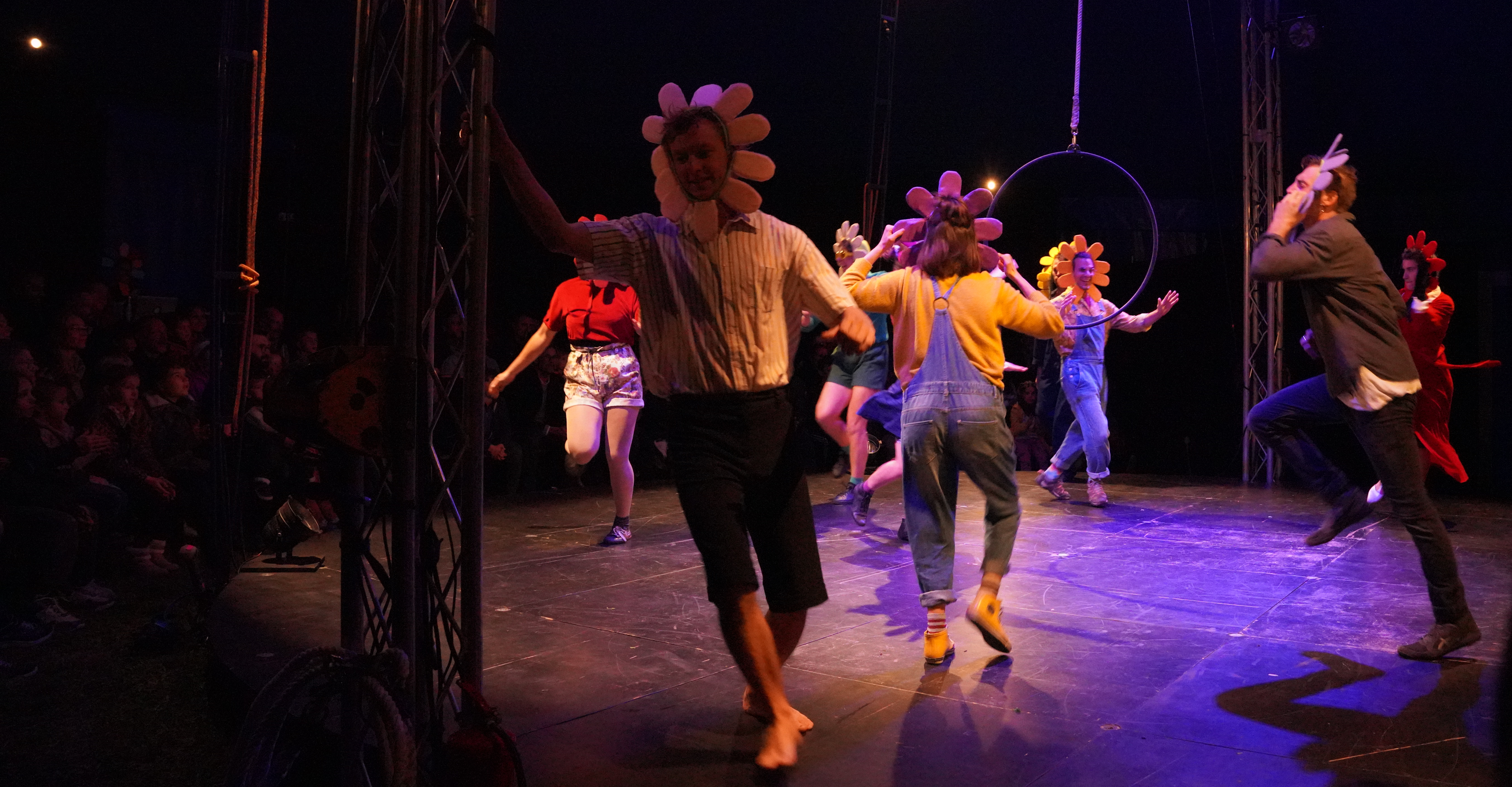
Festival Arts en pagaille depuis 2007.

### Lieux et monuments
- L'église Saint-Sébastien.
- Le bâtiment de la mairie date de 1925.
- La place située entre l'église et la mairie a été requalifiée en 2008-2009.
- Vestiges du camp de prisonniers allemands de la Seconde Guerre mondiale, découvert en 2013[42]

### Musée
Le Musée de l'aéronautique locale de Bétheny, qui a succédé en 2012 au Musée de la base aérienne 112 et de l'aéronautique locale, est installé dans des locaux situés aux abords de la mairie.

### Personnalités liées à la commune
- René Hanriot (1867-1925), pionnier de l'aviation.
- Camille Dufour, ancien maire du Creusot, y est né.
- Clotaire Ghillain, mort pour la France[43].
- Jean Constant Renefer (1879-1957), artiste peintre né à Bétheny[réf. nécessaire].
- Marie Drouet (1885-1963), héroïne française de la Première Guerre mondiale, y est décédée.

### Héraldique
| Armes de Bétheny | Les armes de la commune se blasonnent ainsi : de gueules au pairle d'argent chargé de trois flèches du champ, deux passées en sautoir, la troisième brochant en pal, accompagné, en chef, d'une roue dentée aussi d'argent, à dextre, d'une tour d'or ouverte du champ, à senestre, d'une gerbe de blé aussi d'or, au chef cousu d'azur chargé d'un vol aussi d'argent |